# Georges Borenfreund
Georges Borenfreund, né le 13 avril 1954, est un professeur de droit spécialisé dans le domaine du droit du travail.

## Biographie
Docteur en droit de l'Université Paris Nanterre en 1987, il enseigne dans cette même université au sein de l'Institut de Recherche Juridiques sur l'Entreprise et les Relations Professionnelles (IRERP) de la faculté de droit.
En 1995, il est affecté à l'Université Lumière-Lyon-II.
Il commente régulièrement des arrêts dans le Code du Travail, dans la revue de Droit ouvrier et dans la revue de Droit social.
Il est le coauteur de Syndicats et droit du travail avec Marie-Armelle Souriac, paru en 2008 aux éditions Dalloz.
En 2018, il signe une tribune, publié dans Libération, pour dénoncer la « concurrence généralisée, entre les élèves d’abord, entre les établissements ensuite » causée par la plateforme Parcoursup.